# Robert Holveck
Pour les articles homonymes, voir Holveck.
Robert Georges Holveck (23 avril 1900, Saint-Blaise-la-Roche - 5 octobre 1995, Boulogne-Billancourt) est un haut fonctionnaire français, ami et protecteur de Robert Schuman, membre de la Résistance, arrêté et emprisonné par la Gestapo, qui continue sa carrière de préfet après la Seconde Guerre mondiale.

## Biographie
Robert Georges Holveck est né le 23 avril 1900 à Saint-Blaise-la-Roche, Bas-Rhin.

### Délégué aux réfugiés
Il est Délégué aux réfugiés à la Préfecture de la Vienne.

### Préfet délégué de la Vienne
Du 16 novembre 1941 au 28 septembre 1943, il est Préfet délégué de la Vienne. « Ses réticences à rendre exécutoire la politique d'exclusion à l'égard des Juifs, ses relations très amicales [...] avec le rabbin Élie Bloch, ses interventions continuelles en faveur des résistants » encouragent de nombreuses activités de résistance civile. 
Il est arrêté par la Gestapo le 28 septembre 1943 et condamné par le tribunal militaire allemand à 6 mois d'emprisonnement pour avoir "soustrait aux recherches" un réseau de résistance.
Il est libéré en avril 1944, après avoir été emprisonné à Fresnes et à Poitiers.

### Préfet et fin de carrière
Après diverses charges administratives, il est nommé successivement entre 1948 et 1955 préfet de Loir-et-Cher, préfet du Loiret, préfet de la Charente-Maritime et à nouveau préfet du Loiret. 
Retraité de l'administration, il devient en 1963 président-directeur général de Telefunken France et de la Compagnie européenne des céréales.

## Distinctions
- Officier de la Légion d'honneur
- Chevalier de l'ordre du Mérite maritime (1954)[6]